# Лимбазький район
Лимбазький район (латис. Limbažu rajons) був розташований за 150 км на північний схід від міста Рига на узбережжі Ризької затоки. Район межував з Валміерським, Цесіським, Ризьким районами Латвії і Республікою Естонія. Під час адміністративно-територіальної реформи у 2009 році Лимбазький район було розформовано.
Адміністративним центром району було місто Лимбажі.  
Площа району складала 260 190 га.
| Латвія | Це незавершена стаття з географії Латвії. Ви можете допомогти проєкту, виправивши або дописавши її. |